# Saison 2012 des Rockies du Colorado
La saison 2012 des Rockies du Colorado est la 20e saison en Ligue majeure de baseball pour cette équipe.
Jouant leur vingtième saison, les Rockies connaissent leur pire campagne avec seulement 64 victoires et 98 défaites. Ils terminent au cinquième et dernier rang de la division Ouest de la Ligue nationale avec le 3e total de défaites le plus élevé parmi les 30 clubs des majeures. Le joueur d'arrêt-court étoile Troy Tulowitzki est blessé presque toute la saison et ne dispute que 47 matchs, la moyenne de points mérités collective des lanceurs de l'équipe (5,22) est par une bonne marge la pire des majeures et le manager Jim Tracy démissionne quelques jours après la fin de la saison.

## Contexte
En 2011, les Rockies connaissent une décevante saison de 73 victoires et 89 défaites. Ils terminent 4e sur 5 équipes dans la division Ouest de la Ligue nationale avec 10 victoires de moins qu'en 2010 et ratent les séries éliminatoires pour une 2e saison de suite. Le voltigeur Carlos González est incapable de répéter ses succès de l'année précédente mais le joueur d'arrêt-court étoile Troy Tulowitzki remporte pour une deuxième année de suite les Gant doré et Bâton d'argent. Avant la date limite des transactions, fin juillet, les Rockies échangent aux Indians de Cleveland leur lanceur partant numéro un Ubaldo Jiménez contre quatre jeunes joueurs.

## Intersaison

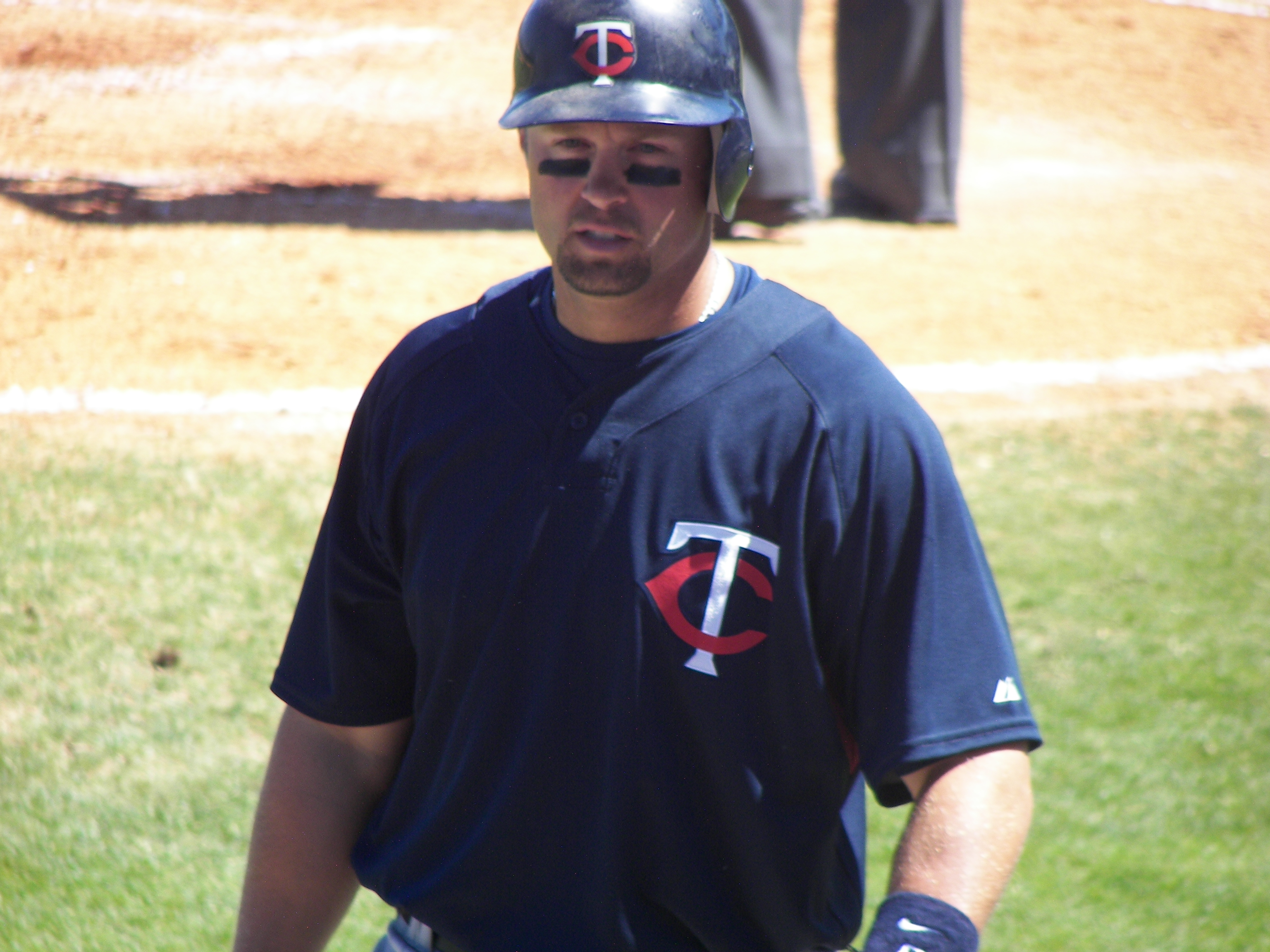
Michael Cuddyer.

Les Rockies procèdent à de nombreux échanges durant la saison morte.
Le 20 novembre 2011, après une saison au Colorado, le joueur d'utilité Ty Wigginton est transféré aux Phillies de Philadelphie contre un joueur à être nommé ultérieurement. Le 30 novembre, Colorado met sous contrat pour deux saisons le receveur des Reds de Cincinnati Ramón Hernández et, conséquemment, échange aux Angels de Los Angeles le receveur Chris Iannetta pour le lanceur droitier Tyler Chatwood. Le 6 décembre, le lanceur droitier Kevin Slowey est obtenu des Twins du Minnesota pour un montant d'argent et par la suite transféré aux Indians de Cleveland le 20 janvier contre le releveur droitier Zach Putnam. Le 7 décembre, le releveur droitier et ancien stoppeur des Rockies Huston Street est cédé aux Padres de San Diego pour le lanceur des ligues mineures Nick Schmidt,. Le 8 décembre 2011, les Rockies obtiennent des Cubs de Chicago le joueur de champ intérieur D. J. LeMahieu et le voltigeur Tyler Colvin, cédant en retour le joueur de troisième but Ian Stewart et du lanceur droitier Casey Weathers. Le 5 janvier 2012, le lanceur droitier Greg Reynolds est transféré aux Rangers du Texas en retour du joueur de premier but Chad Tracy. Le 16 janvier, le voltigeur Seth Smith est échangé aux A's d'Oakland en retour du lanceur de relève droitier Guillermo Moscoso et du lanceur partant gaucher Josh Outman. Le 21 janvier, les Rockies échangent aux Red Sox de Boston le lanceur droitier Clay Mortensen et obtiennent en retour l'arrêt-court Marco Scutaro. Le 6 février, le lanceur gaucher Jeremy Guthrie est obtenu des Orioles de Baltimore en échange de deux gauchers : Jason Hammel et Matt Lindstrom.

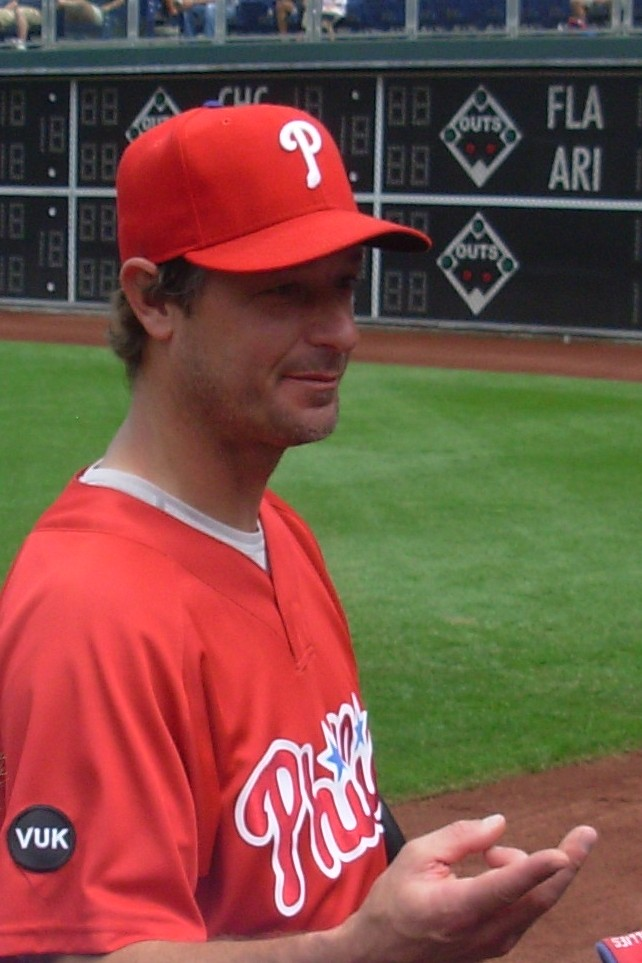
Jamie Moyer.

Le droitier Aaron Cook, détenteur du record de franchise pour les victoires par un lanceur des Rockies, n'est pas retenu par l'équipe. On laisse aussi partir le troisième but Kevin Kouzmanoff après une seule saison, décevante. Le deuxième but Mark Ellis quitte Colorado pour les Dodgers. Le receveur José Morales n'est pas non plus de retour avec Colorado.
Le voltigeur Michael Cuddyer, invité au match des étoiles en 2011, quitte les Twins du Minnesota après 11 saisons : il signe avec les Rockies le 20 décembre un contrat de 31,5 millions de dollars pour trois saisons.
Le 18 janvier 2012, le lanceur droitier Jamie Moyer obtient un essai chez les Rockies alors qu'il accepte un contrat des ligues mineures. Maintenant âgé de 49 ans, Moyer était le joueur le plus âgé des Ligues majeures en 2010 alors qu'il s'alignait avec Philadelphie, mais était sans contrat en 2011 après une opération au bras. Le 30 mars, Moyer est confirmé comme le lanceur partant numéro 2 des Rockies pour la saison 2012. À 49 ans et 140 jours lorsque la saison des Rockies s'ouvre le 6 avril, Moyer est le lanceur partant le plus âgé à faire partie de l'effectif d'une équipe des majeures au premier jour de la saison, et une fois de plus le doyen de la MLB.
Le joueur d'avant-champ Brandon Wood et le receveur Wil Nieves s'amènent au Colorado à la fin de l'automne via des contrats de ligues mineures.
Le 3 avril, le lanceur droitier Adam Ottavino, qui a joué en ligues mineures pour un club-école des Cardinals de Saint-Louis en 2011, est réclamé au ballottage par Colorado.

## Calendrier pré-saison
L'entraînement de printemps des Rockies s'ouvre en février et le calendrier de matchs préparatoires précédant la saison s'étend du 3 mars au 4 avril 2012.

## Saison régulière
La saison régulière des Rockies se déroule du 6 avril au 3 octobre 2012 et prévoit 162 parties. Elle débute par une visite aux Astros de Houston et le match d'ouverture local au Coors Field a lieu le 9 avril lors de la visite des Giants de San Francisco.

### Avril
- 17 avril : Les Rockies battent les Padres de San Diego 5-3 à Denver et Jamie Moyer devient à 49 ans et 151 jours le lanceur le plus âgé à remporter une victoire dans le baseball majeur[33].

### Mai
- 30 mai : L'arrêt-court étoile Troy Tulowitzki joue son dernier match avant d'être placé sur la liste des joueurs blessés pour une blessure à l'aine[34]. Les Rockies espèrent en juin que son absence sera de 8 semaines mais elle semble se prolonger[35].

### Juin
- 19 juin : Déçu de la performance de ses lanceurs, Jim Tracy annonce qu'il utilisera désormais une rotation de quatre lanceurs partants plutôt que cinq et que ceux-ci seront limités à 75 tirs par match[36]. La stratégie, qui ne connaît guère de succès, est baptisée Projet 5183 en référence à l'altitude, en pieds, du Coors Field de Denver[37].

### Juillet
- 20 juillet : Les Rockies échangent le lanceur droitier Jeremy Guthrie aux Royals de Kansas City contre un autre lanceur en difficulté, le gaucher Jonathan Sánchez[38].

### Octobre
- 3 octobre : Les Rockies, qui ont perdu 98 matchs, complètent la pire saison de leur histoire.
- 7 octobre : Jim Tracy démissionne de son poste de manager[4].

### Classement
| Ligue nationale (Division Ouest) | V  | D  | %    | Diff. |
| -------------------------------- | -- | -- | ---- | ----- |
| Giants de San Francisco          | 94 | 68 | ,580 | -     |
| Dodgers de Los Angeles           | 86 | 76 | ,531 | 8     |
| Diamondbacks de l'Arizona        | 81 | 81 | ,500 | 13    |
| Padres de San Diego              | 76 | 86 | ,469 | 18    |
| Rockies du Colorado              | 64 | 98 | ,395 | 30    |

## Affiliations en ligues mineures
| Niveau            | Équipe                      | Ligue                         |
| ----------------- | --------------------------- | ----------------------------- |
| AAA               | Sky Sox de Colorado Springs | Ligue de la côte du Pacifique |
| AA                | Drillers de Tulsa           | Texas League                  |
| A-Advanced        | Modesto Nuts                | California League             |
| A                 | Asheville Tourists          | South Atlantic League         |
| A (saison courte) | Tri-City Dust Devils        | Northwest League              |
| Ligue des recrues | Casper Ghosts               | Pioneer League                |
| Ligue des recrues | DSL Rockies                 | Dominican Summer League       |